# Tangalle
Tangalle est une petite ville située dans le sud du Sri Lanka dans le district d’Hambanthota entre Matara et Hambantota.

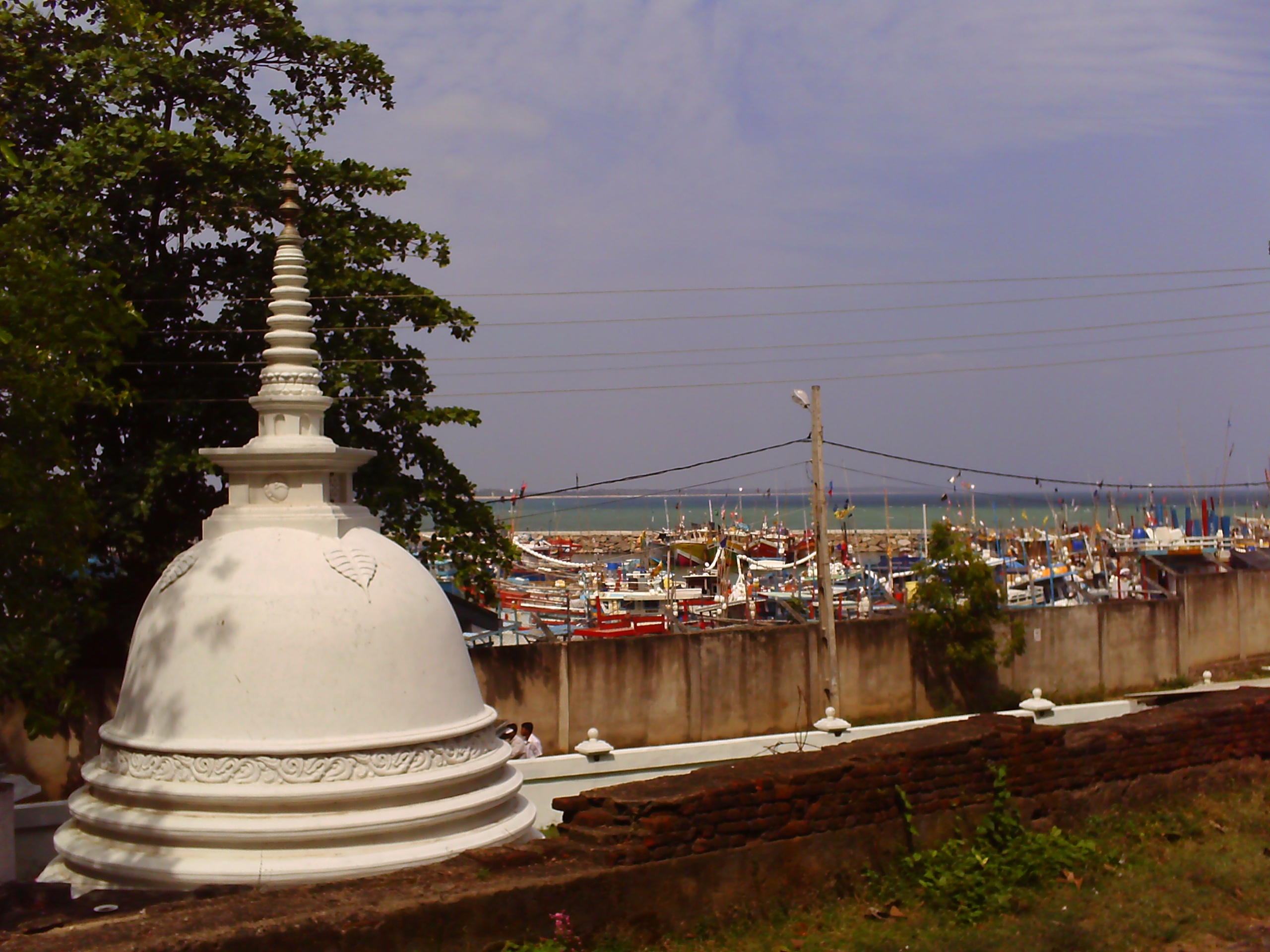
Port de Tangalle avec un Stûpa sur la gauche.

Son nom signifie Rochers proéminents car la côte est rocheuse, contrairement au voisinage.
Colombo est distante de 195 km et 80 km séparent Tissamaharama de Tangalle.
Tangalle est un port de pêche important dans la région et un centre touristique de faible importance.
Un ancien château hollandais, une prison aujourd'hui, se trouve dans le centre de la ville.
La ville est le point de départ d'excursions pour le temple de Mulkirigala.